# Citrus (漫画)
『citrus』（シトラス）は、サブロウタによる日本の漫画作品。『コミック百合姫』（一迅社）にて2013年1月号から2018年10月号まで連載された。続編である『citrus+』（シトラスプラス）が、同誌にて2019年2月号より連載中。2022年11月時点で累計発行部数は300万部超。
2023年1月には連載開始10周年・TVアニメ放送5周年を記念した特別展示会「citrus memorial exhibition 2023」（通称：citrus展）が新宿マルイアネックス6F カレンダリウム4で開催された。

## あらすじ
見た目はギャルだが一度も恋をしたことがない女子高生・藍原柚子は母親の再婚に伴いお嬢様学校として名高い藍原学院女子高等学校へ転校する。女子高がゆえに彼氏ができないと初日から絶望に打ちひしがれる柚子の前に現れたのは、生徒会長の藍原芽衣。芽衣はギャル全開で校則に従わない柚子を厳しく叱責する。最悪の出会いを果たした2人だが、実はこの芽衣こそが母親の再婚相手の娘だった。突如、義理姉妹の関係となった柚子と芽衣。一つ屋根の下、同じ部屋での生活がスタートする。性格が異なる2人は互いに反発するも、次第に惹かれ合っていく。

## 登場人物
主な設定は初登場時点のものからそれ以降も含まれる

### 主要人物
藍原 柚子（あいはら ゆず）
声 - 竹達彩奈
本作の主人公。17歳、誕生日：8月8日、星座：獅子座、血液型：O型。身長159cm。一人称は「あたし」。1年A組→2年A組→3年A組(TVアニメ登場時は高校1年生)。旧姓は小此木（おこのぎ）。
派手なファッションに身を包んだ今時の女子高生。カールがかかった茶髪とギャルメイクが特徴。作中を通じ、ツインテール・ツーサイドアップ・アップスタイルといった様々な髪型を披露している。中でも『citrus+』２巻で披露されたワンレグロング風の前髪アップヘアは、この時だけにしか出てこない貴重な髪型である。スレンダーな体型でファッションセンスが良く、おしゃれ度も高い。表情が豊かで、焦った時や窮地に立たされた時に顔面が崩壊することがある。(参照例:citrus６巻P22)　学校の成績は赤点レベルの劣等生であったが、退学や留年を恐れ、芽衣に家庭教師をしてもらうようになってからは学力が向上。学年100位以内の成績を収めるようになる。
母子家庭で苦労した経験から料理をはじめ家事全般が得意。特に料理の腕前は芽衣からも認められており、おいしいと折り紙付き。
ギャル系の見た目に反して性格は優しく温厚で、自身を振り回すことが多い芽衣や水沢まつりに対してもあまり怒ることはなく、良好な関係を保とうと奔走する。恋愛に対して表向きは百戦錬磨を装っているが、実は初恋も経験したことがない初心者で、まつりから言われたことをすべて鵜吞みにしてしまうところがある。芽衣に恋愛感情を抱いても、その気持ちを積極的にアピールできないシャイで奥手な一面を持っている。少しそっけなくされるだけでひどく落ち込んでしまい、芽衣の顔色や態度を気にしすぎるあまり何も行動できなくなってしまうことがある。芽衣の行動の真意がわからず、自分に自信が持てない様子も目立つ。
2学期から藍原学院女子高等学校に転入してきた当初は浮いた存在であったため、クラスに馴染めずにいた。一方、従来のギャルスタイルを崩すつもりはなく、同じく高校からの加入組である谷口はるみとはすぐに意気投合する。
校則違反の件で叱ってきた藍原芽衣に反発するなどしたが、後に芽衣が母親の再婚相手の娘で一緒に暮らす義理の妹であることを知り驚きながらも受け入れて姉として振舞おうとする。心を開かない芽衣に対して雨宮との行為を追及して上手に出ようとするが、唐突にキスをされ狼狽する。その際の芽衣の様子に違和感を覚え、そのことを境に芽衣を意識するようになる。
『ももいろ姉妹』のファンで漫画やゲームを購入しこっそり一人で楽しもうとするが、その都度芽衣にバレて呆れられる。
いつも芽衣の背後からジト目でいちゃつく機会をうかがっており、ねだったキスは拒否られることが多い。よだれを垂らした無防備な寝姿を芽衣の前でもさらけ出している。

藍原 芽衣（あいはら めい）
声 - 津田美波
本作のもう1人の主人公であり、柚子の義妹。17歳、誕生日：9月13日、星座：乙女座、血液型B型、身長162cm。一人称は「私」。
1年A組→2年A組→3年(組は不明、TVアニメ登場時は高校1年生)。1年生から生徒会長をつとめる。
現理事長の女孫であり、次期理事長後継者と目されている。父子家庭育ち。柚子とは対照的に清楚な出で立ちで艶やかな黒髪に切れ長の眼元が特徴。容姿端麗・成績優秀で誰もが認める才色兼備だが、手先が不器用で家事全般は不得意のため柚子や梅に頼っている。
常にクールで感情を表に出さず、実年齢以上に落ち着きのある性格の持ち主。厳格な家庭環境で育ったため、規範意識が非常に強い。一方、事態をすんなりと受け入れる懐の深さがあり、悩みを1人で抱え込んでしまうところがある。
一見すると、先述の通り大人びた人物に思われがちだが、テディベアが好きなど年相応の趣味を持ち合わせており、柚子からもらったあんそに子をとても大切にしている。かつての婚約者であった雨宮との関係においても、表面上は祖父が仕立てた「政略結婚」と割り切っていたが、時々見せる思いつめた表情からもドライに徹しきれない面が垣間見えた。
柚子とは最悪の出会いを果たすものの、彼女が義姉と判明しても特に嫌がる素振りを見せず、当初は眼中にないような態度を取っていた。自分の意志を抑えていたことを柚子に見抜かれ最初は柚子に反発していたが、急病の祖父を助けてくれたことをきっかけに柚子に心を開き始める。厳格な藍原家のしきたりで育ってきたせいか、どこか浮世離れしたところもあり、普通の子供が当たり前のように経験することを幼少期に経験できていない。当初は突飛な行動も目立ったが、柚子と出会い、今まで誰からも向けられたことがなかったまっすぐな愛情に触れ、少しずつ変化していく。戸惑ったり、言い淀んだりした時に髪を耳にかけるしぐさを見せる。
腰にまとわりついてきたり、肩に顎を乗せてくっついてくる柚子をうっとうしがって突き放すことも多いが、内心はデレている。
何事にも真剣で向上心が高く、柚子から教えられたゲームも学ぶ姿勢であっという間に上達するほどポテンシャルが高い。見かけによらず早食いで、ケーキの一刺しはいつも大き目。今ところスマホは所持しておらず、ガラケーの使い方も分からないため操作できない。一度梅から携帯電話のプレゼントを提案されるも(『citrus+』４巻)、さして興味を示さなかった。
次第に大きくなっていく柚子への気持ちが恋心であることに気づくことができず悶々とする。愛情表現は下手だがそれを放ったときの破壊力は大きい。

### 親族
藍原 翔（あいはら しょう）
声 - 前野智昭
藍原芽衣の父親。娘の芽衣がまだ幼少だった頃は藍原家の一員として厳格な雰囲気を持ち、彼女の憧れの存在だった。
若い時、妻と離婚した、藍原学院女子高等学校理事長である父親に反発し、物語の5年前に藍原学院女子高等学校から離別し、家を出てしまう。そのことが芽衣の心に暗い影を落とすこととなった。海外で学校を作り藍原家から離れた生き方を模索しており、藍原梅との再婚後も頻繁に海外に赴いている。現在は海外で学校の先生をしている。
帰国当初、いずれ「後継者」として戻る自分のためにと藍原学院女子高等学校を守ってきた芽衣に、理事長である父親とは違う「自分の意志」を告げ、芽衣を絶望させる。ただ、藍原柚子の慰めもあって芽衣は翔に理解を示し、芽衣自身の意志で藍原学院女子高等学校を継ぐ決意を見せている。
再婚相手の連れ子である柚子とはすぐ打ち解けるなど、芽衣同様に物事の受け入れは早い。芽衣のことを気に掛けていたが、愛情の示し方は不器用である。

藍原 梅（あいはら うめ）
声 - 植田佳奈
藍原柚子の母親。前夫を亡くし、その後は女手ひとつで柚子を育ててきた苦労人。旧姓は小此木（おこのぎ）。
基本的に大らかで優しい性格の持ち主だが、歴代の交際相手はどれも一癖あったらしく、再婚相手の藍原翔も例に漏れなかったため柚子から最初は心配されていた。職業は不明だが、２巻の一コマでは外現場で仕事をしている様子が描かれており、アニメ６話ではヘルメットを被った作業着姿で登場している。泊まりの仕事で家を留守にすることがある。
芽衣が家に戻ってきてくれた時に、記念と称して二人の部屋にダブルベッドをプレゼントする偉業を成し遂げる。

### 藍原学院女子高等学校

#### 学生
谷口 はるみ（たにぐち はるみ）
声 - 藤井ゆきよ
柚子のクラスメイト。18歳。誕生日:5月12日。身長165cm。1年A組→2年A組→3年A組(TVアニメ登場時は高校1年生)。あだ名は「はるみん」。
前髪ぱっつんのロングストレートにツインテールのお下げ髪（プライベートでは結ばない）が特徴。学院に近いという理由で祖母の家から自転車通学をしている。おばあちゃんと二人暮らし。かなりの巨乳を持ち、特技は胸になんでも隠すこと。琵琶一個までは隠せると自称している。因みに、校則では違反とされているスマホの持込もこの方法で逃れている。学校では厳しい校則に従い大人しくしているが、私服は露出度の高い派手なものを好む（本人曰く「ステルスギャル（隠れギャル）」）。学校の成績は優秀で歴史好きな一面もある。性格は非常に誠実かつ面倒見のよい姉御肌であり、柚子をはじめとする登場人物の多くから慕われている。一方で公私共に厳しい姉の谷口みつ子、同じく校則に厳しく罰則を課されたこともある藍原芽衣に対しては苦手意識があり、交流を避けている様子が見られたが、現在の関係は良好。
後輩の水沢まつりに対しても、出会った当初は苦手意識を持っていたが、現在に至っては柚子や芽衣以上にまつりの精神状況を理解している様子。
幼少期より厳格な校則下で育った生徒（エスカレーター組）とは馬が合わず、初めは馴染むのに苦労していたが、同じような境遇の柚子とは転校初日に声をかけて友人となり、学院に馴染めず浮いていた柚子にとって心の支えとなった。
　彼女の内情が明確に表現されることは多くないが、原作第39話にて大きく描かれる。その後、その旨に対する明らかな記述はない。

水沢 まつり（みずさわ まつり）
声 - 堀野紗也加（漫画第4巻特装版ドラマCD）、井澤詩織（TVアニメ、漫画第9巻特装版ドラマCD）
15歳、身長：154cm。誕生日：3月9日。1年A組(TVアニメ登場時は中学2年生)。柚子の幼馴染。髪型はボブカットで明るく染めている（カラー描写ではピンク色）。藍原学院女子高等学校に首席で合格し、入学後も成績優秀で学年１位。
小さい頃は柚子の近所に住み、柚子が引っ越した後も柚子に会いに遠くからはるばるやってきた。両親が共働きでいつも1人でいたため、一緒に遊んでくれた柚子のことを姉のように慕っており、柚子もまつりのことを妹のように可愛がっている。そのため、柚子の義妹となった芽衣のことを快く思わず、当初はあらゆる策を講じて芽衣を柚子から引き離そうとしていた。
世の中を斜に構えて見ており、「からっぽな人ばかり」と言い放ち、誰に対しても見透かしたような態度を取っていた。バイト感覚で成人男性を弄ぶようなことをして金を得ており、柚子から厳しく注意される。見ていて危なっかしい面があるため、はるみからも警戒されている。人からの愛情に飢えており、本心ではそれを求めているため、芽衣から自分と似ていると言われる。芽衣との一件以降は自身の振る舞いを正し、柚子の恋路を応援する立場に回る。
基本的に柚子をからかう言動が多いが、時には柚子に厳しい言葉を投げ掛けることもある。柚子を通して、芽衣やはるみとも交友関係を築き、芽衣からは勉強を教えてもらう仲となっている。はるみには積極的にアプローチをしており、当初は警戒されていたが家に突然訪れて遊ぶほどの仲になる。あまりにも頻繁に誘うため、はるみからは鬱陶しがられることがある。
恋愛＝Hといった歪んだ考えを持っているため、はるみに「性欲の化身」と言われている。ゲームセンター『SUGA』でよく遊んでいるためかゲーム自体はかなりの腕前である。猫が好き。
一見すると妹分的な立ち位置だが、実は一番頭が切れて世の中を冷めた目で上から見降ろしている。
『citrus+』４巻では、芽衣に頼られたことをいいことに、ウォーターアトラクションで自分だけカッパを着て後部座席に座り、先輩を立てるそぶりで前席に座らせた芽衣をずぶ濡れにさせるという強行を見せた。しかしそれにも動じなかった芽衣の方が一枚上手であった。

桃木野 姫子（ももきの ひめこ）
声 - 久保ユリカ
藍原芽衣の幼馴染。1年→2年→3年(組は不明、TVアニメ登場時は高校1年生)。生徒会副会長。
お嬢様口調と巻状のツインテール（本人曰く「地毛」）が特徴。藍原柚子からは初め「ネジ巻き子（英語版では「Curls」）」と呼ばれた。
服飾に興味があり、私服はゴスロリ系の高価なものを好む。「ぷっち」という名の愛犬パピヨンを飼っている。
芽衣とは10年以上の付き合いがあり、かつては芽衣のことを「メイメイ」と呼ぶなどして芽衣の親友と自称している。一方で常に敬語で接している他、飲み物を買いに行かされているような描写もあり、対等な関係とは言い難い。柚子については風紀を乱す存在として、また芽衣を巡るライバルとして快く思っておらず、何かと柚子と張り合っている。芽衣のことを常に気に掛けており、芽衣を悲しませないよう柚子に忠告している。
芽衣と遠出する柚子を追いかける行動力を見せる。芽衣に負けず劣らずの令嬢であり、柚子と芽衣の関係を探っている。

丸田 加代 (まるた かよ)
声 - 葉山いくみ
2年→3年→卒業済み(TVアニメ登場時は高校2年生)。生徒会役員。ショートカットのボブヘアーとメガネが特徴的、外出時にはメガネは外している。谷口はるみから「メガネ先輩」と呼ばれている。
転入初日の藍原柚子に校則違反の注意をしたが、その後も校則を守らない柚子に対して桃木野姫子同様に手を焼いている。上級生ではあるが、後輩ながら生徒会長を務める藍原芽衣、同じく生徒会副会長を務める姫子には敬意を持って接する。高校から入学した柚子や谷口はるみのことを気に掛けているらしく、はるみの心境の変化を見てとっている。
周囲から恐れられている谷口みつ子に対して、物怖じせずに話すことができ、恋心を持っている様子が描かれている。

野村 寧音（のむら ねね）
1年生→2年生。黒髪時は短めのツインテールにまとめる小柄な少女。
周囲に流されず、自分の意見を主張して自分のスタイルを貫く藍原柚子に憧れ、柚子との初対面時にも彼女のファンを公言した。もっとも柚子に憧れるあまり、高等部進級を機に髪を染め、みつ子から目を付けられることとなった。その場は柚子の介入と藍原芽衣の機転で収まったが、みつ子発案の生徒会長選挙開催によって柚子に退学の危機が迫ることに責任を感じ、髪を黒染めした後もはるみに助けを求めようとした。また、柚子への熱い憧れを芽衣に説き、柚子を退学させないように芽衣に懇願した。
性格は明るく快活な少女であり、生徒会長選挙の一件をきっかけに関わりの増えた柚子やはるみとは先輩後輩の垣根を超えて親睦を深める。その実、百合カップリング妄想癖があり、柚子とはるみの組み合わせは度々餌食にされている（自称「はる柚子派」で当事者達を前にしても平気で口にする）。柚子とはるみに熱狂的な程に夢中なため、まつりに引かれるばかりか、何度も一緒に遊んだことのあるまつりのことを忘れた挙句、まつりが冗談で言った「はるみ先輩の彼女さん」と間違えてしまい珍しくまつりを怒らせている。

白帆 鈴蘭（しらほ すずらん）
3年生→卒業済み。当時2年生の藍原柚子と夏休みの補習を通して親しくなる。藍原家に負けず劣らずの名家で家が立派。
長い黒髪とポーカーフェイスが特徴的。常にアームカバーを付けているため、不気味なオーラを放っている。一方、無意識下では存在を視認することすら難しいほど目立たず黒い影法師化する。柚子からは「しらぽん先輩」と呼ばれ、人生で初めてあだ名呼びをされる。お返しに柚子のことを「ゆずぽん」と呼ぶようになる。
人間観察に長け、柚子の特徴もたちまち見抜くが、例外的に藍原芽衣のことは観察が難しい人間離れした存在と評する。芽衣が気になり過ぎて勉強に手がつかず、補習を受ける羽目になった。夏祭りで柚子達に同伴した際に、偶然、柚子と芽衣の関係を目撃する。同時に自身が芽衣へ抱いていた感情が恋心だということを芽衣本人から教えられる。これは芽衣が分からないと悩んでいた柚子に対する感情と同じで、その正体が柚子に対する恋心だと芽衣にも自覚させる重要な出来事であった。振られたことを機に、柚子と芽衣の関係を応援する立場に回る。その後、柚子との交流を通し、自身の世界が変わったことを芽衣に打ち明け共感される。

氷上 さやか（ひかみ さやか）
1年生。生徒会役員。桜庭雅とは幼馴染。
普段は真面目な生徒だが、雅のことが絡むと冷静さを失ってしまう一面がある。『citrus+』２巻では柚子を敵視し、ある事件を起こしてしまう。同性を愛することに違和感を抱き拒絶しているにもかかわらず、雅に対する気持ちを自覚しその葛藤に苦しむ。柚子やまつりに対し嫌悪感を持っていたが少しずつ心を開いていく。

桜庭 雅（さくらば みやび）
1年生。生徒会役員。氷上さやかとは幼馴染。
おっとりしていて心優しい性格。さやかの尖った心を溶かしてくれる存在。
さやかと一緒に食べる大きなお弁当をいつも携えている。

#### 職員
芽衣の祖父（仮称）
声 - 有本欽隆
現理事長。眼鏡と整った髭が特徴。
厳格な校則を敷き、校門チェックには自ら立ち会うこともあり、藍原学院女子高等学校の生徒から恐れられている。
校則違反だらけの藍原柚子を快く思わず、柚子から芽衣を引き離そうとした。芽衣を連れ戻しに来た柚子が不純行為をしていると思い退学処分を決意したが、急病に倒れたところを柚子に助けられ思いとどまる。
息子の翔とは対立していたこともあって翔が再婚したことを把握していなかった。そのため当初は柚子のことも知らなかった。

雨宮（あまみや）
声 - 野上翔
芽衣の元婚約者。元学級担任教員。
当初は校内でキスを交わすなど、不純だが順調に交際していた。しかし、実際は出世のため、芽衣を利用しているだけであり、彼女に対する愛情はなかった。後にそのことを知った藍原柚子に、前述の行為を全校生徒の前で暴露され、やむなく藍原学院女子高等学校を去ることとなった。

富士 峰子（ふじ みねこ）
声 - 鈴木れい子
生活指導担当。校則違反を犯した生徒を呼び出しては直接説教を行っている。説教が行われる部屋は「峰子の部屋」と呼ばれ、学院の生徒からは恐れられている。TVアニメ版で確認できる外見は、黒柳徹子をオマージュしたものであり、前述「峰子の部屋」も『徹子の部屋』そのものと酷似している。

虎節（こぶし）
声 - 山本祥太
雨宮の後釜。

### その他
谷口 みつ子（たにぐち みつこ）
はるみの実姉。先代の生徒会長。左右の長さが非対称という独特な髪型が特徴。
母校の風紀が乱れつつあるという噂を聞き付け、およそ1年振りに母校の視察に訪れる。風紀・校則には非常に厳格で、はるみ曰く、みつ子の生徒会長時代は「今の比にならないほどの恐怖政治」だったとのこと。その手法は、みつ子自身に都合の良い意見を述べて相手に選択肢を用意して選ばせ、みつ子の思惑通りに事が進んでいくというプロセスであり、この手法ははるみから嫌われ、苦手にされる原因となった。
藍原柚子の意志や柚子をかばう藍原芽衣を試そうと臨時で生徒会長選挙開催を理事長に提案する。選挙当日、柚子の演説から彼女の「意志」を感じ、共感しつつ会場を後にした。選挙騒動以降ははるみに本心を打ち明け、関係を修復しつつある。
教師陣からも恐れられるほどの雰囲気を醸しだすが、内実は妹はるみに避けられていたことを気にするなど繊細な一面も見せた。後輩である丸田加代とは深い付き合いがあり、彼女からは「みっちゃん」と呼ばれる。丸田がいるから生徒会を任せて安心して卒業できると述べたことがあるほど、彼女を信頼している。
藍原学院女子高等学校の卒業後は運転免許を取得しているが、まだ経験が浅いため運転技術は未熟である。

タチバナ・サラ
声 - 金元寿子
タチバナ・ニナの双子の姉。1年→2年→3年(TVアニメ登場時は高校1年生同い年)。妹ニナと比べて背が小さい。運や運命論などを信じている。 福岡在住。
自身の学校の修学旅行で京都に向かう途中、東京駅でニナと共に迷子になる。その時に、同じく藍原学院の修学旅行で東京駅にいた芽衣に偶然出会い、助けられたことをきっかけに彼女に一目惚れする。その後も偶然が重なり芽衣との距離を縮めようとするが、柚子が芽衣のことを好きだと知り、自分では芽衣を幸せにできないことを感じ取り、柚子を応援するため芽衣をあきらめる道を選ぶ。
修学旅行以降は柚子の友人として連絡を取り合い、時には彼女を励ましてくれる存在となる。
元々シスコンの妹ニナが、『citrus』６巻の特装版小冊子では「ももいろ姉妹」に感化されさらに過剰なスキンシップとってくるようになり、悩んでいる様子が描かれている。一方でニナと離れることを想像すると寂しさも感じ、彼女に歩み寄りを見せる。

タチバナ・ニナ
声 - 松嵜麗
タチバナ・サラの双子の妹。姉のサラのことが大好きでシスコン。1年→2年→3年(TVアニメ登場時は高校1年生同い年)。
ルックスも良く高身長でスタイルも良いため、『citrus』６巻の特装版小冊子では学校内の男子にモテる様子が描かれている。サラと違って運や運命論を信じていない。自分の幸せを犠牲にしてまで他人に幸せを与えようとする姉サラを慮り、姉を応援するため当初は柚子を牽制し、芽衣に想いを伝えようとする柚子を制止しようとする。しかし柚子の決意やサラの想いを知り、やむを得ず踏み止まった。
その後イチカから『ももいろ姉妹』を借りた影響で、姉妹恋愛に関心を持ち、サラに対する過剰なアプローチをするようになる。

イチカ
名字不明。福岡在住のタチバナ・サラとニナが通っている学校の生徒会長。
本編では、『citrus』５巻の19話でそれらしき姿が１コマの中に小さく確認できるのみで、実質的には『citrus』６巻の特装版小冊子にて初登場する。ショルダーバッグの紐を頭に掛けて歩くのが特徴。性格は明るく陽気。ニナに『ももいろ姉妹』を貸した張本人であり、ニナとサラの関係を面白がっている節があるが、2人の心情を理解してサラに教え説く器量も見せている。

カナとまなみ
声 - 山崎はるか（カナ）、大坪由佳（まなみ）
名字不明、藍原柚子の旧友。1話以来登場していなかったが、柚子が故郷近くでバイトをしたことを機に柚子と再会する。
公然でキスをする女性カップルを見かけた際、同性愛を否定する節のあることを述べたため、同性愛を意識していなかった柚子を悩ませることとなったが、コミックス10巻特装版付属の小冊子では柚子と芽衣を祝福する様子もある。

宇田川（うだがわ）
名は不明、宇田川本家の次男であり、雨宮に代わる芽衣の婚約者。
柚子がアルバイトをしていた店のオーナー。まつりとも顔馴染み。
ペンションを所有する資産家であり、まつりが企画する旅行で使用を許可した上、ドライバーも務めるなど寛容的な一面を見せる。
柚子がバイトを始めた動機が恋人にプレゼントをするためと知り、柚子の気概に感心している。まつりが柚子に厳しい言葉を投げかけた際も、柚子をフォローする言葉を掛けている。過去に自身の恋愛関係で悩んだ節がある。

## 用語
藍原学院女子高等学校
本作の主要舞台。初等部から高等部までの一貫教育を行っている私立の女子校。作中では「学院」と呼ばれている。

ももいろ姉妹
作：猫柳又三郎の姉妹百合をテーマにした劇中劇（作中作）。原作は漫画で、その後ゲーム版も発売される。
芽衣と仲良くなる方法を探るために柚子が読み始めた姉妹百合が描かれている漫画本。『citrus』６巻の特装版小冊子で、イチカがニナに「ももいろ姉妹」を貸して、ニナも愛読していることが判明。柚子やニナの影響で、芽衣やサラも読むことがあり、最近ではまつりも読んでいることが分かっている。内容は明らかになっていないが、いつも柚子が隠れてこっそり読みたがることからも、エッチでやや過激な性描写が含まれていることが予想されている。

あんそに子
柚子が登校用カバンに付けていたクマのぬいぐるみ。落とした際に芽衣が拾い、首元がほつれていたため裁縫をして修繕してくれた。しかし、まだほつれかかっていたため、改めて柚子が器用に縫い直し、元通りになったあんそに子を芽衣にプレゼントする。
アニメでは小さなころに翔からプレゼントされた芽衣が持っていたクマのぬいぐるみとして登場する。首元がほつれているのに気付いた柚子が修繕し、命名をして渡す形で表現されている。修学旅行で柚子が芽衣に告白したシーンに出てきたのがこのクマのぬいぐるみである。そのことからも芽衣が肌身離さず大切にしていたことがうかがえる。

ベス美
初デートの時に柚子が芽衣のためにクレーンゲームでゲットしたクマのぬいぐるみ。かわいい黄色のクマで、顔の右半分に縫い目がある。柚子は「あんそに子の友達にぴったり！」と喜んだが、芽衣はデートプランの進行に夢中であまり興味を示さなかった。しかしその後、あんそに子とベス美はペアで作中によく登場するようになる。

クマ五郎
藍原翔が帰国の際、藍原芽衣にプレゼントとして買ってきた大きなクマのぬいぐるみ。高校生の娘に与える物としては不相応ということで梅にからかわれた。当の芽衣本人は非常に気に入っており、日常的に抱きしめて食事の際もテーブル席に座らせている。芽衣が溺愛するあまり、柚子に嫉妬される場面が『citrus』６巻の特装版小冊子で描かれている。

ゆずぼっち
四国のゆるキャラ。藍原学院女子高等学校やタチバナ・サラとタチバナ・ニナの学校の京都修学旅行期間中、東京に出張出展していた。悲しげな表情をしているのが特徴的。グッズも豊富。

## 書誌情報
- サブロウタ『citrus』一迅社〈百合姫コミックス〉、全10巻
  1. 2013年7月18日発売[8]、ISBN 978-4-7580-7264-9
    - 新装版 2015年7月18日発売[9]、ISBN 978-4-7580-7452-0

  2. 2014年3月18日発売[10][11]、ISBN 978-4-7580-7297-7
    - 新装版 2015年7月18日発売[12]、ISBN 978-4-7580-7453-7

  3. 2014年11月18日発売>[13]、ISBN 978-4-7580-7372-1
    - 新装版 2015年7月18日発売[14]、ISBN 978-4-7580-7454-4

  4. 2015年7月18日発売[15][16]、ISBN 978-4-7580-7448-3
    - 特装版 同日発売[17]、ISBN 978-4-7580-7449-0

  5. 2016年5月18日発売[18]、ISBN 978-4-7580-7540-4
    - 特装版 同日発売[19]、ISBN 978-4-7580-7545-9

  6. 2016年12月17日発売[20]、ISBN 978-4-7580-7624-1
    - 特装版 同日発売[21]、ISBN 978-4-7580-7625-8

  7. 2017年6月16日発売[22]、ISBN 978-4-7580-7673-9
    - 特装版 同日発売[23]、ISBN 978-4-7580-7680-7

  8. 2017年10月18日発売[24][25]、ISBN 978-4-7580-7741-5
    - 特装版 同日発売[26]、ISBN 978-4-7580-7743-9

  9. 2018年3月23日発売[27][28]、ISBN 978-4-7580-7793-4
    - 特装版 同日発売[29]、ISBN 978-4-7580-7794-1

  10. 2018年10月31日発売[30]、ISBN 978-4-7580-7873-3
    - 特装版 同日発売、ISBN 978-4-7580-7874-0
- 『citrus コミックアンソロジー』2018年2月16日発売[31]、ISBN 978-4-7580-7788-0
- 『TVアニメ citrus ファンブック』2018年4月27日発売[32]
- サブロウタ『citrus+』一迅社〈百合姫コミックス〉、既刊6巻（2024年6月25日現在）
  1. 2019年11月18日発売[33][34]、ISBN 978-4-7580-7976-1
    - 特装版 同日発売[35]、ISBN 978-4-7580-7995-2

  2. 2020年7月31日発売[36]、ISBN 978-4-7580-2104-3
    - 特装版 同日発売[37]、ISBN 978-4-7580-2105-0

  3. 2021年3月31日発売[38]、ISBN 978-4-7580-2218-7
    - 特装版 同日発売[39]、ISBN 978-4-7580-2219-4

  4. 2022年1月18日発売[40]、ISBN 978-4-7580-2337-5
    - 特装版 同日発売[41]、ISBN 978-4-7580-2338-2

  5. 2023年1月13日発売[42]、ISBN 978-4-7580-2489-1
    - 特装版 同日発売[43]、ISBN 978-4-7580-2490-7

  6. 2024年6月25日発売[44]、ISBN 978-4-7580-2722-9
    - 特装版 同日発売[45]、ISBN 978-4-7580-2723-6
- サブロウタ『citrus artbook』一迅社、2022年11月17日発売[46]、ISBN 978-4-7580-2464-8

## テレビアニメ
2016年11月にテレビアニメ化企画が進行中であることが明らかとなり、2017年3月に『月刊コミック百合姫』にて正式にテレビアニメ化が決定したことが発表された。2018年1月6日から3月までTOKYO MX・AT-Xほかにて放送された。
オープニングクレジットには一般的な役職に混ざって「ギャル監修」や「食事監修」といった見慣れない役職も並んでいることからTwitterで話題となったが、一般人にこれらの役職を担当してもらったことについて、プロデュースを担当したインフィニットの永谷敬之は「ギャルというものを自身で自負していた方たちの意見と、見ていた僕らの見解のギャップは無くしたかった」「家のご飯、ファーストフードやお弁当などに、流行り物ではない今どきっぽさを入れられた」と述べている。

### スタッフ
- 原作 - サブロウタ[48]
- 監督 - 高橋丈夫[48]
- 助監督 - さんぺい聖
- チーフ演出 - 龍輪直征
- シリーズ構成・脚本 - ハヤシナオキ[48]
- キャラクターデザイン - 伊集院いづろ[48]
- プロップデザイン - 岩永悦宜、児玉裕之
- 色彩設計 - 松山愛子
- 美術設定 - 須江信人、志和史織、岩澤美翠、綱頭瑛子
- 美術監督 - 海野有希
- 撮影監督 - 田村仁
- 3D監督 - 濱村敏郎
- 編集 - 丹彩子
- 音響監督 - 清水勝則
- 音楽 - 高橋諒[50]
- 音楽プロデューサー - 吉江輝成、岩下由希恵
- 音楽制作 - ランティス[48]
- プロデューサー - 梅澤佳奈子、神部裕彦、秋尾浩史、小澤文啓、金子広孝、岡村武真、川村仁、礒谷徳知、大森慎司
- プロデュース - インフィニット[48]
- アニメーションプロデューサー - 西藤和広、林瑛介
- アニメーション制作  - パッショーネ[48]
- 製作 - citrus製作委員会

### 主題歌
「アザレア」
オープニングテーマ。作詞はきみコ、作曲は佐々木淳、弦編曲は佐々木淳、小田和奏、編曲・歌はnano.RIPE。
「Dear Teardrop」
エンディングテーマ。作詞はこだまさおり、作曲・編曲は渡辺和紀、歌はMia REGINA。

### 各話リスト
| 話数     | サブタイトル           | 絵コンテ          | 演出                                       | 作画監督 | 総作画監督                                             |
| -------- | ---------------------- | ----------------- | ------------------------------------------ | --- | ------------------------------------------------------ |
| 第一話   | love affair!?          | 高橋丈夫          | 浅利藤彰                                   | 近藤源一郎 満若たかよ 柳沢まさひで 中武学 川島勝 中山初絵                                                                                              | 伊集院いづろ                                           |
| 第二話   | one's first love       | さんぺい聖        | 間島崇寛                                   | 海堂ヒロユキ 加藤洋人 築山翔太 青木真理子 柴田ユウジ 濱田悠示 志生野好 小林史緒里                                                                      | 近藤源一郎 満若たかよ 伊集院いづろ 中武学              |
| 第三話   | sisterly love?         | 高橋成世          | 相浦和也 青木youイチロー                   | 及川春香 田守優希 鷲田敏弥 大橋勇吾 | 近藤源一郎 満若たかよ 伊集院いづろ 古川英樹            |
| 第四話   | love me do!            | 迫井政行          | 西村博昭                                   | 志生野好 平馬浩二 張丁 青木哲郎 海堂浩幸 林采徳 金明心 金正祐                                                                                          | 近藤源一郎 満若たかよ 伊集院いづろ 古川英樹            |
| 第五話   | under lover            | 林直孝 高橋丈夫   | 江副仁美                                   | 田辺真一 鎌田均 劉雲留 李少雷 | 近藤源一郎 満若たかよ 伊集院いづろ 古川英樹 花井柚都子 |
| 第六話   | out of love            | 小島正幸          | 浅利藤彰 龍輪直征 青木youイチロー          | 加藤洋人 海堂ヒロユキ 袖山麻実 田中誠輝 中熊太一 平馬浩二 藤田晉也 阪本麻衣                                                                            | 近藤源一郎 満若たかよ 伊集院いづろ 古川英樹 花井柚都子 |
| 第七話   | love or lie!           | 迫井政行          | 相浦和也 龍輪直征                          | 熊谷香代子 田守優希 鷲田敏弥 大橋勇吾 門智昭 成松義人                                                                                                  | 近藤源一郎 川島勝 満若たかよ 伊集院いづろ 古川英樹     |
| 第八話   | war of love            | 高橋成世          | 中邑正                                     | 中武学 | 中武学 近藤源一郎 川島勝 満若たかよ 伊集院いづろ       |
| 第九話   | love is                | 平田豊            | 間島崇寬                                   | 加藤洋人 海堂ヒロユキ 佐々木洋也 志生野好 吉田龍一朗 田中誠輝 平馬浩二 柳瀬讓二 青木真理子 中熊太一 Prasearth Thongkhum                                | 伊集院いづろ 近藤源一郎 満若たかよ 古川英樹            |
| 第十話   | winter of love         | 高橋成世          | 橘沙織                                     | 阿部可奈子 井上夏美 海堂ヒロユキ 吉田潤 阪本麻衣 笹川弥幸 小野田貴之 張丁 Prasearth Thongkhum 王敏                                                     | 伊集院いづろ 古川英樹 満若たかよ 近藤源一郎 川島勝     |
| 第十一話 | love you only          | 高橋丈夫          | 中邑正 球野貴裕                            | 近藤源一郎 中武学 海堂ヒロユキ 萩原省智 小野田貴之 吉田潤 笹川弥幸 古川英樹 満若たかよ 張丁 阿部可奈子 福島達也 阪本麻衣 Prasearth Thongkhum Nyki Ikyn | 伊集院いづろ                                           |
| 第十二話 | my love goes on and on | 高橋成世 高橋丈夫 | 間島崇寛 龍輪直征 西村博昭 青木youイチロー | 加藤洋人 海堂ヒロユキ 佐々木洋也 志生野好 袖山麻実 川島勝 中武学 Prasearth Thongkhum 王敏 張丁 吉田潤                                                  | 伊集院いづろ 近藤源一郎 満若たかよ 古川英樹            |

### 放送局
| 放送期間                | 放送時間                     | 放送局     | 対象地域 | 備考                                   |
| ----------------------- | ---------------------------- | ---------- | -------- | -------------------------------------- |
| 2018年1月6日 - 3月24日  | 土曜 23:30 - 日曜 0:00       | AT-X       | 日本全域 | 製作参加 / CS放送 / リピート放送あり   |
| 2018年1月7日 - 3月25日  | 日曜 23:30 - 月曜 0:00       | TOKYO MX   | 東京都   | 製作参加                               |
| 2018年1月8日 - 3月26日  | 月曜 1:00 - 1:30（日曜深夜） | サンテレビ | 兵庫県   |                                        |
| 2018年1月10日 - 3月28日 | 水曜 0:30 - 1:00（火曜深夜） | BSフジ     | 日本全域 | 製作参加 / BS放送 / 『アニメギルド』枠 |

| 配信開始日    | 配信時間               | 配信サイト                                                                                         |
| ------------- | ---------------------- | -------------------------------------------------------------------------------------------------- |
| 2018年1月7日  | 日曜 23:30 - 月曜 0:00 | AbemaTV 新作TVアニメチャンネル                                                                     |
| 2018年1月10日 | 水曜 12:00 更新        | dアニメストア                                                                                      |
| 2018年1月14日 | 日曜 23:30 - 月曜 0:00 | ニコニコ生放送                                                                                     |
|               | 日曜 23:30 更新        | ニコニコチャンネル                                                                                 |
|               | 日曜 更新              | フジテレビオンデマンド GYAO! Amazonビデオ ひかりTV ビデオマーケット DMM.com Rakuten TV Google Play |
| 1月15日       | 月曜 更新              | J:COMオンデマンドメガパック milplus ビデオパス アニメ放題 U-NEXT Netflix バンダイチャンネル        |

### BD / DVD
| 巻 | 発売日       | 収録話            | 規格品番  | 規格品番  |
| 巻 | 発売日       | 収録話            | BD        | DVD       |
| -- | ------------ | ----------------- | --------- | --------- |
| 1  | 2018年4月3日 | 第一話 - 第三話   | BIXA-1201 | BIBA-3251 |
| 2  | 2018年5月2日 | 第四話 - 第六話   | BIXA-1202 | BIBA-3252 |
| 3  | 2018年6月2日 | 第七話 - 第九話   | BIXA-1203 | BIBA-3253 |
| 4  | 2018年7月2日 | 第十話 - 第十二話 | BIXA-1204 | BIBA-3254 |

### CD
| 発売日        | タイトル                                                      | アーティスト | 規格品番    |
| ------------- | ------------------------------------------------------------- | ------------ | ----------- |
| 2018年2月7日  | OP主題歌「アザレア」                                          | nano.RIPE    | LACM-14704  |
| 2018年2月28日 | ED主題歌「Dear Teardrop」                                     | Mia REGINA   | LACM-14715  |
| 2018年3月21日 | citrus 「シトラス」 Radio citrus secret love affair ×××.Vol.1 |              | TBZR-0996/7 |
| 2018年3月28日 | citrus original soundtrack - To fear love is to fear life -   | 高橋諒       | LACA-15714  |

### Webラジオ
『Radio citrus secret love affair xxx.』は、2017年12月27日から2018年4月4日まで音泉にて毎週水曜に配信されたラジオ番組。パーソナリティは藍原柚子役の竹達彩奈と藍原芽衣役の津田美波。全13回。第7回は竹達彩奈がインフルエンザのため欠席、代役として久保ユリカが出演した。
　ゲスト
　・第3回(1月16日) 藤井ゆきよ
　・第6回(2月7日) きみコ
　・第7回(2月14日) 久保ユリカ
　・第8回(2月21日) Mia REGINA
　・第10回(3月7日) 井澤詩織
　・第12回(3月21日) 金元寿子 松嵜麗